# Diogo Reesink
Dom Frei Diogo Johannes Antonius Reesink OFM (Heerlen, 28 de julho de 1934 – Divinópolis, 30 de maio de 2019) foi um frade franciscano e bispo católico nascido nos Países Baixos e radicado no Brasil. Foi o segundo bispo de Almenara e o quarto bispo de Teófilo Otoni.

## Biografia
Nasceu em Heerlen, nos Países Baixos, em 28 de julho de 1934. Ingressou na Ordem dos Frades Menores, em 01/02/1956. Em 1960 recebeu o hábito franciscano e foi ordenado padre no dia 15 de julho de 1962. Foi Ministro Provincial da Província Santa Cruz, no período de 1970 a 1979.
Entre 1979 e 1989, se destacou pelo trabalho missionário e de solidariedade com os pobres, trabalhando na Colônia Santa Isabel, em Betim, uma comunidade destinada ao cuidado dos hansenianos. 
Em 1989 foi nomeado bispo de Almenara pelo Papa João Paulo II e recebeu a ordenação episcopal das mãos de Dom Cristiano Portela de Araújo Pena, Dom Serafim Fernandes de Araújo e de Dom Arnaldo Ribeiro. Seu lema episcopal era O pouco com Deus é muito.
Durante esse período, a Diocese de Almenara se consolidou ainda mais com o projeto Bíblia em Comunidade, criado por Dom Diogo. Com essa iniciativa, os cultos dominicais foram implementados nas Comunidades Eclesiais de Base (CEBs), nos grupos e nas residências, enquanto o amor pela Palavra de Deus foi cultivado por meio de folhetos de círculos bíblicos.
Em 1998 foi nomeado bispo de Teófilo Otoni, diocese pela qual foi responsável até 2009, quando tornou-se bispo emérito, sendo sucedido por Dom Aloísio Jorge Pena Vitral.
Após a aposentadoria, devido a grande amizade que tinha com Dom Dario Campos, então bispo de Cachoeiro de Itapemirim, mudou-se para lá, permanecendo de 2011 até 2018.
Faleceu no Convento Santo Antônio em Divinópolis no dia 30 de maio de 2019 aos 84 anos de idade. Seu corpo foi sepultado no cemitério provincial dos frades em Ribeirão das Neves.